# Liste der Monuments historiques in Le Montsaugeonnais
Die Liste der Monuments historiques in Le Montsaugeonnais führt die Monuments historiques in der französischen Gemeinde Le Montsaugeonnais auf.

## Liste der Immobilien
| Bezeichnung                      | Beschreibung                                 | Standort                                       | Kennzeichnung | Schutzstatus | Datum | Bild           |
| -------------------------------- | -------------------------------------------- | ---------------------------------------------- | ------------- | ------------ | ----- | -------------- |
| Wegekreuz                        | um 1600                                      | Montsaugeon, rue de l’Église-Notre-Dame (Lage) | PA00079154    | Inscrit      | 1926  | weitere Bilder |
| Kirche Notre-Dame-de-la-Nativité | aus dem 12. oder 13. Jahrhundert             | Montsaugeon, rue de l’Église-Notre-Dame (Lage) | PA00079155    | Inscrit      | 1926  | weitere Bilder |
| Markthalle                       | 1762 erbaut, Architekt Claude-Louis d’Aviler | Montsaugeon, place des Halles (Lage)           | PA52000009    | Inscrit      | 1996  | weitere Bilder |
| Kirche St-Piat                   | aus dem 11. oder 12. Jahrhundert             | Prauthoy, Grande Rue (Lage)                    | PA00078999    | Classé       | 1913  | weitere Bilder |
| Kirche St-Symphorien             | aus der Mitte des 12. Jahrhunderts           | Aubigny-sur-Badin, rue de l’Abbaye (Lage)      | PA00079259    | Classé       | 1914  | weitere Bilder |

## Liste der Objekte
| Bezeichnung                                               | Beschreibung | Standort                                                    | Kennzeichnung | Schutzstatus   | Datum | Bild |
| --------------------------------------------------------- | --- | ----------------------------------------------------------- | ------------- | -------------- | ----- | ---- |
| Chorgestühl                                               | Holz, 16. oder frühes 17. Jahrhundert                                                                                          | Montsaugeon, in der Kirche Notre-Dame-de-la-Nativité (Lage) | PM52001809    | Inscrit        | 1992  |      |
| Wandvertäfelung des Chorraums                             | Holz, teilweise bemalt, farbig gefasst und vergoldet, um 1700                                                                  | Montsaugeon, in der Kirche Notre-Dame-de-la-Nativité (Lage) | PM52001330    | Classé         | 1990  |      |
| Gemälde Martyrium des heiligen Sebastian                  | Ölfarbe auf Leinwand, Ende des 16. Jahrhunderts                                                                                | Montsaugeon, in der Kirche Notre-Dame-de-la-Nativité (Lage) | PM52000915    | Classé         | 1972  |      |
| Weihwasserbecken                                          | Gusseisen, 15. Jahrhundert | Montsaugeon, in der Kirche Notre-Dame-de-la-Nativité (Lage) | PM52000914    | Classé         | 1908  |      |
| Skulptur Heiliger Franziskus                              | Holz, farbig gefasst, 18. Jahrhundert                                                                                          | Montsaugeon, in der Kirche Notre-Dame-de-la-Nativité (Lage) | PM52001810    | Inscrit        | 1992  |      |
| Gemälde Mariä Geburt                                      | Ölfarbe auf Leinwand, 1608 | Montsaugeon, in der Kirche Notre-Dame-de-la-Nativité (Lage) | PM52000916    | Classé         | 1973  |      |
| Hauptaltar (1)                                            | Altartisch, Tabernakel und Exposition; Holz, farbig gefasst und vergoldet, um 1700; die Exposition 2019 gestohlen              | Montsaugeon, in der Kirche Notre-Dame-de-la-Nativité (Lage) | PM52001329    | Classé         | 1990  |      |
| Hauptaltar (2)                                            | Altartisch, Tabernakel, Exposition und vier Skulpturen; Holz, farbig gefasst und vergoldet, zweite Hälfte des 18. Jahrhunderts | Prauthoy, in der Kirche St-Piat (Lage)                      | PM52001021    | Classé         | 1974  |      |
| Gemälde Opferung Isaaks                                   | Ölfarbe auf Holz, zweite Hälfte des 17. Jahrhunderts                                                                           | Prauthoy, in der Kirche St-Piat (Lage)                      | PM52001020    | Classé         | 1972  |      |
| Pietà                                                     | Stein, farbig gefasst, 16. Jahrhundert                                                                                         | Prauthoy, in der Kirche St-Piat (Lage)                      | PM52001017    | Classé         | 1953  |      |
| Wandvertäfelung mit Supraporte Amor                       | Holz, bemalt, Ölfarbe auf Leinwand, Mitte des 18. Jahrhunderts                                                                 | Prauthoy, in der Mairie (Lage)                              | PM52001022    | Classé Inscrit | 1976  |      |
| Skulptur Madonna mit Kind (1)                             | Holz, farbig gefasst und vergoldet, Ende des 18. Jahrhunderts, aus der Werkstatt von Antoine Besançon                          | Prauthoy, in der Kirche St-Piat (Lage)                      | PM52001016    | Classé         | 1953  |      |
| Gemälde Die Opfergaben von Kain und Abel                  | Ölfarbe auf Holz, Ende des 16. Jahrhunderts                                                                                    | Prauthoy, in der Kirche St-Piat (Lage)                      | PM52001019    | Classé         | 1972  |      |
| Skulptur Heiliger Nikolaus                                | Holz, farbig gefasst, 16. Jahrhundert                                                                                          | Prauthoy, in der Kirche St-Piat (Lage)                      | PM52001018    | Classé         | 1971  |      |
| Linker Seitenaltar (1)                                    | Retabel und Skulptur Heiliger Theobald von Provins; Holz, farbig gefasst und vergoldet, 18. Jahrhundert (?)                    | Prauthoy, in der Kirche St-Piat (Lage)                      | PM52001925    | Inscrit        | 2017  |      |
| Prozessionsstab Heilige Magdalena                         | Holz, vergoldet, 18. Jahrhundert                                                                                               | Couzon-sur-Coulange, in der Kirche Ste-Madeleine (Lage)     | PM52001765    | Inscrit        | 1975  |      |
| Monumentalskulptur Madonna mit Kind                       | Kalkstein, 19. oder 20. Jahrhundert                                                                                            | Aubigny-sur-Badin, östlich des Ortes am Friedhof (Lage)     | PM52001852    | Inscrit        | 1975  |      |
| Hauptaltar (3)                                            | Altartisch, Retabel und Wandvertäfelung; Holz, farbig gefasst und vergoldet, erste Hälfte des 18. Jahrhunderts                 | Aubigny-sur-Badin, in der Kirche St-Symphorien (Lage)       | PM52001242    | Classé         | 1965  |      |
| Kruzifix                                                  | Holz, farbig gefasst, 17. Jahrhundert                                                                                          | Aubigny-sur-Badin, in der Kirche St-Symphorien (Lage)       | PM52001846    | Inscrit        | 1975  |      |
| Glocke                                                    | Bronze, 1562 gegossen | Aubigny-sur-Badin, in der Kirche St-Symphorien (Lage)       | PM52001241    | Classé         | 1908  |      |
| Skulptur Madonna mit Kind (2)                             | Holz, übertüncht, erste Hälfte des 18. Jahrhunderts                                                                            | Vaux-sous-Aubigny, in der Mairie (Lage)                     | PM52001848    | Inscrit        | 1975  |      |
| Skulptur Heiliger Rochus                                  | Kalkstein, 17. Jahrhundert | Aubigny-sur-Badin, außen an der Kirche St-Symphorien (Lage) | PM52001853    | Inscrit        | 1975  |      |
| Grabstein für ein Mitglied der Familie de Montsaugeon     | Stein, bezeichnet 1345 | Aubigny-sur-Badin, in der Kirche St-Symphorien (Lage)       | PM52001239    | Classé         | 1908  |      |
| Marienaltar                                               | Altartisch, Retabel und Skulptur Madonna mit Kind; Holz, farbig gefasst, 18. Jahrhundert                                       | Aubigny-sur-Badin, in der Kirche St-Symphorien (Lage)       | PM52001244    | Classé         | 1974  |      |
| Skulptur Madonna mit Kind (3)                             | Holz, farbig gefasst und vergoldet, 18. Jahrhundert                                                                            | Aubigny-sur-Badin, in der Kirche St-Symphorien (Lage)       | PM52001849    | Inscrit        | 1975  |      |
| Skulptur Heiliger Symphorianus (1)                        | Kalkstein, farbig gefasst, Anfang des 16. Jahrhunderts                                                                         | Aubigny-sur-Badin, in der Kirche St-Symphorien (Lage)       | PM52001850    | Inscrit        | 1975  |      |
| Skulptur Heilige Magdalena                                | Holz, farbig gefasst, 16. Jahrhundert                                                                                          | Couzon-sur-Coulange, in der Kirche Ste-Madeleine (Lage)     | PM52001766    | Inscrit        | 1975  |      |
| Gemälde Die vier Evangelisten                             | Ölfarbe auf Holz, Ende des 16. Jahrhunderts; 1987 gestohlen                                                                    | Aubigny-sur-Badin, in der Kirche St-Symphorien (Lage)       | PM52001240    | Classé         | 1908  |      |
| Zwei Gemälde: Anbetung der Hirten und Anbetung der Könige | Ölfarbe auf Holz, Ende des 16. Jahrhunderts                                                                                    | Aubigny-sur-Badin, in der Kirche St-Symphorien (Lage)       | PM52001243    | Classé         | 1974  |      |
| Vier Grabsteine                                           | zu einer Trockenmauer aufgeschichtet; Stein, 14. und 15. Jahrhundert                                                           | Aubigny-sur-Badin, auf dem Friedhof (Lage)                  | PM52001245    | Classé         | 1925  |      |
| Gemälde Kreuzabnahme                                      | Ölfarbe auf Holz, 16. Jahrhundert; im Musée d’art et d’histoire in Langres deponiert                                           | Couzon-sur-Coulange, in der Kirche Ste-Madeleine (Lage)     | PM52001246    | Classé         | 1974  |      |
| Linker Seitenaltar (2)                                    | Holz, farbig gefasst und vergoldet, 18. Jahrhundert                                                                            | Aubigny-sur-Badin, in der Kirche St-Symphorien (Lage)       | PM52001847    | Inscrit        | 1975  |      |
| Skulpturengruppe Unterweisung Mariens                     | Holz, farbig gefasst und vergoldet, 17. Jahrhundert                                                                            | Aubigny-sur-Badin, in der Kirche St-Symphorien (Lage)       | PM52001851    | Inscrit        | 1975  |      |
| Skulptur Heiliger Symphorianus (2)                        | Holz, farbig gefasst und vergoldet, 18. Jahrhundert                                                                            | Aubigny-sur-Badin, in der Kirche St-Symphorien (Lage)       | PM52001854    | Inscrit        | 1975  |      |